# Rochambelles

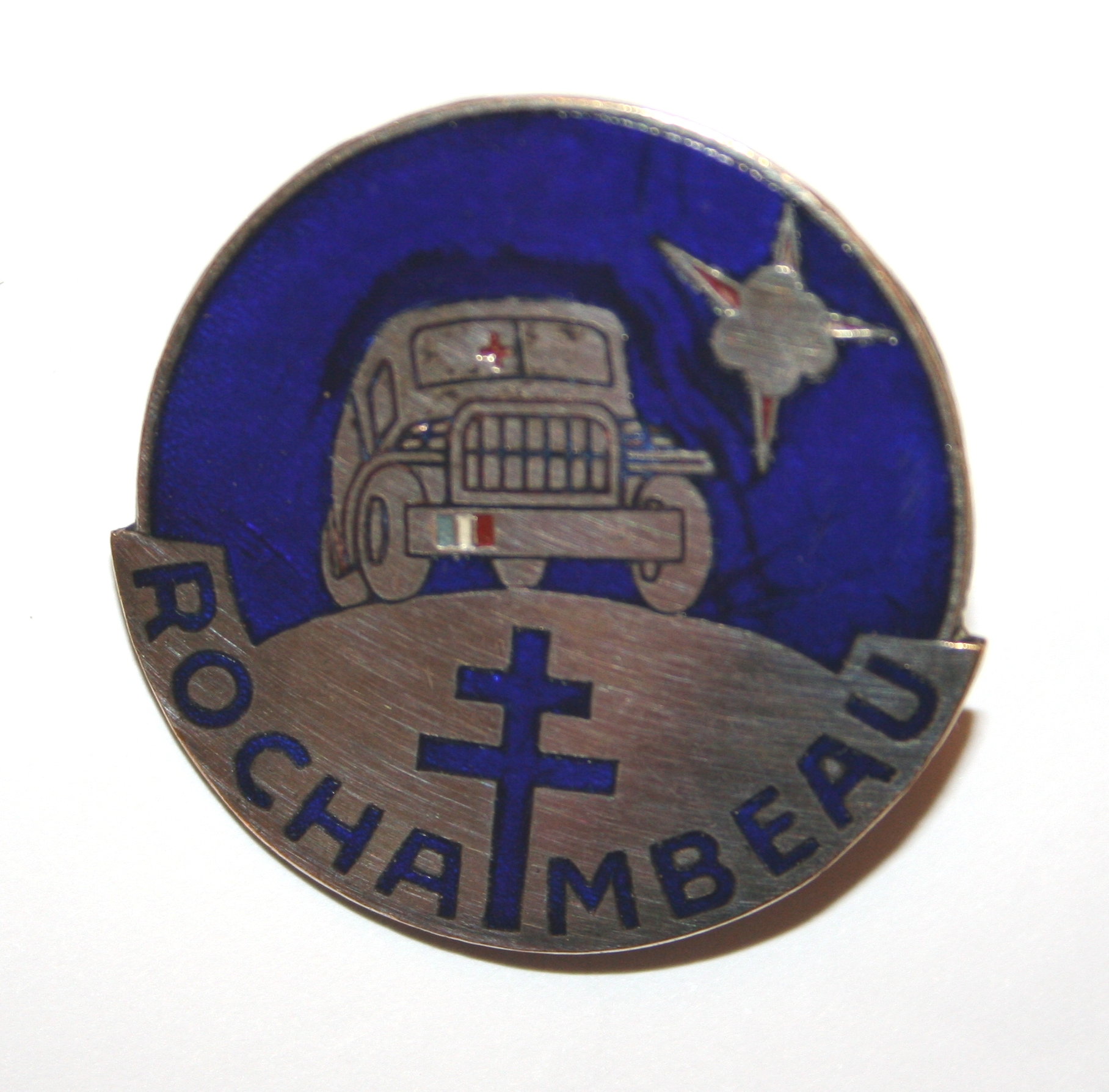
Insigne des Rochambelles.

Les volontaires françaises du Groupe Rochambeau fondé par Florence Conrad à New York en 1943 pour conduire des ambulances sont surnommées Rochambelles. Cette unité d'ambulancières a été intégrée au sein de la 2e division blindée (2e DB) du général Leclerc pendant la Seconde Guerre mondiale. Elles participent aux combats de la Libération en transportant les blessés de la division dans les hôpitaux militaires les plus proches. Au total, le groupe Rochambeau a compté une cinquantaine de femmes. Certaines d'entre elles poursuivront leur engagement jusqu'en Indochine.

## Origine
En 1940, Florence Conrad, une Américaine francophile qui vivait en France et avait déjà participé à des actions sociales et sanitaires pendant la Première Guerre mondiale, puis au début de la Seconde Guerre mondiale sur la ligne Maginot, retourne à New York, y rassemble des fonds et achète dix-neuf ambulances neuves, des Dodge WC54. Elle recrute douze femmes françaises vivant à New York, dont Suzanne Torrès, qui sera son lieutenant, et crée une unité sanitaire qui prend le nom d'unité Rochambeau, en hommage au comte de Rochambeau, héros français de la guerre d'indépendance des États-Unis.
Florence Conrad dirige le groupe Rochambeau de sa formation en Afrique du Nord jusqu’à la Libération de Paris. Suzanne Torrès lui succède et mène l'unité de la 2e DB en Alsace-Lorraine puis jusqu’à Berchtesgaden.

## Parcours des volontaires féminines du groupe Rochambeau
Le groupe arrive au Maroc à Rabat en septembre 1943,et s'installe à bord d'une péniche sur le Bouregreg. 25 nouvelles jeunes femmes, Françaises pour la plupart, s'engagent, dont Rosette Peschaud. D'autres Rochambelles s'engageront aussi en Angleterre ou en France.
Le général Leclerc, s'il est a priori peu enthousiaste à l'idée d'intégrer des volontaires féminines, se laisse intéresser par la perspective de disposer de dix-neuf ambulances neuves,,. Il intègre en définitive ce groupe féminin à la 2e division blindée (1re compagnie médicale du 13e bataillon médical), et fait accepter par son armée la présence de ces femmes qui veulent être considérées comme des soldats.
Elles rejoignent l'Angleterre par convoi sur le paquebot Capetown Castle entre le 20 mai et le 31 mai 1944, débarquent en Normandie à Utah Beach dans la nuit du 4 au 5 août 1944, participent à la bataille de Normandie, à la Libération de Paris le 25 août 1944 et effectuent les campagnes de Lorraine et d'Alsace. Elles vont jusqu'en Allemagne, dont certaines vont jusqu'à Berchtesgaden, où se situe le Berghof, la résidence d'été d'Hitler, et le Kehlsteinhaus (le « Nid d'aigle »).
Après la Libération, quelques Rochambelles poursuivent leur engagement pendant la guerre d'Indochine et certaines débarquent à Saïgon dès le 15 octobre 1945.

## Postérité
La Française Liliane Valter, considérée comme la dernière des « Rochambelles », meurt en 2019 à 95 ans.
La Rochambelle, une course-marche féminine de ((nb au profit de la lutte contre le cancer organisée tous les ans à Caen depuis 2006, est nommée ainsi en hommage aux Rochambelles, les ambulancières rattachées à la 2e division blindée du général Leclerc pour la libération de la France en 1944.
À l’occasion du 70e anniversaire du Débarquement de Normandie, Raymonde Jeanmougin, ambulancière du groupe Rochambeau, a été la marraine de la 9e édition de la Rochambelle en 2014. Elle avait 21 ans lorsqu’elle a rejoint la 2e DB du général Leclerc comme ambulancière et débarqué à Utah Beach en août 1944 avec 43 autres Rochambelles. Elle est décédée le 19 avril 2018 à l’âge de 96 ans.
En 2018, Romane Pezet, petite-nièce de Marie-Thérèse Tarkoy-Pezet, ancienne rochambelle, réalise un court métrage en son honneur, intitulé Les Rochambelles ou l'histoire oubliée, produit par l'association Le Halguen Production, basée à Vannes,,.
En 2021, Karine Lebert a publié un roman en hommage aux Rochambelles.
En 2025, Valérie Demay, petite-fille de Gabrielle Demay, dite Crapette, écrit et produit une pièce de théâtre en leur honneur.